# Eopsiloderces
Genre
Eopsiloderces est un  genre fossile d'araignées aranéomorphes de la famille des Eopsilodercidae.

## Distribution
Les espèces de ce genre ont été découvertes  dans de l'ambre de Birmanie. Elles datent du Crétacé.

## Liste des espèces
Selon The World Spider Catalog 18.0 :
- †Eopsiloderces filiformis (Wunderlich, 2012)
- †Eopsiloderces loxosceloides Wunderlich, 2008
- †Eopsiloderces serenitas Wunderlich, 2015

## Publication originale
- Wunderlich, 2008 : The dominance of ancient spider families of the Araneae: Haplogyne in the Cretaceous, and the late diversification of advanced ecribellate spiders of the Entelegynae after the Cretaceous–Tertiary boundary extinction events, with descriptions of new families. Beiträge zur Araneologie, vol. 5, p. 524–675.